# 饰尾竹叶青
饰尾竹叶青（学名：Trimeresurus caudornatus），一种于中国云南省西部德宏傣族景颇族自治州盈江县那邦镇发现的爬行动物，隶属于蝰蛇科竹叶青属。因本种尾下正中着有一条橙红色斑点连成的细线，故名。

## 保护
本种于2023年被收录入《有重要生态、科学、社会价值的陆生野生动物名录》。